# Gare de Casselman
La gare de Casselman est une gare de Via Rail Canada située dans le village de Casselman dans les comtés unis de Prescott et Russell.

## Service des voyageurs

### Intermodalité
Patrimoine ferroviaire
C'est une gare avec un bâtiment en bois construit entre 1938 et 1939.